# Tredegar
Tredegar è un centro abitato del Galles, situato nel distretto di contea di Blaenau Gwent.